# Ruche Langstroth
 (mars 2025).
 (août 2024).
En apiculture, une ruche Langstroth est une ruche modulaire verticale qui présente les caractéristiques principales de cadres suspendus verticalement, d'un panneau de fond avec entrée pour les abeilles, de boîtes contenant des cadres pour le couvain et le miel (la boîte la plus basse, le corps de ruche, pour que la reine ponde ses œufs, et les boîtes au-dessus, les hausses, où le miel peut être stocké) et d'un couvercle intérieur et d'un capuchon supérieur pour assurer la protection contre les intempéries. Dans une ruche Langstroth, les abeilles construisent des rayons de miel dans des cadres, qui peuvent être déplacés facilement. Les cadres sont conçus pour contraindre les abeilles à fixer les rayons de miel à l'intérieur et pour les empêcher de connecter les rayons aux parois de la ruche (côtés et toit). Les cadres mobiles permettent à l'apiculteur de gérer les abeilles d'une manière qui était auparavant impossible.
L'innovation clé responsable de la conception de la ruche a été la découverte de « l'espace des abeilles », une taille d'espace entre 6 et 9 mmdans lequel les abeilles ne construiraient pas de rayons, ni ne les fermeraient avec de la propolis. Les ruches Langstroth modernes ont des dimensions différentes de la ruche LL Langstroth, qui a été brevetée à l'origine en 1852 et fabriquée jusque dans les années 1920, mais conservent les principales caractéristiques de permettre un espace pour les abeilles, ainsi qu'un accès facile, ce qui fonctionne bien pour les abeilles, mais rend également la gestion de la ruche plus facile pour l'apiculteur. La ruche standard utilisée dans de nombreuses régions du monde pour l'apiculture est basée sur la ruche Langstroth.

## Utilisation dans le monde
Les ruches Langstroth et Dadant sont les plus utilisées dans le monde de l'apiculture, mais leur popularité varie selon les régions. Globalement, la ruche Langstroth est la plus répandue à l'échelle mondiale, notamment en Amérique du Nord, en raison de sa conception modulaire et de sa facilité de manipulation liée à sa petite taille. Elle représente environ 75% à 80% des ruches utilisées par les apiculteurs commerciaux dans cette région et est également très courante en Europe, en Asie et en Océanie.
La ruche Dadant, quant à elle, est plus populaire en Europe, surtout en France et en Italie, mais elle reste moins utilisée que la Langstroth à l'échelle mondiale, avec une part d'utilisation d'environ 15% à 20%. Cette ruche est appréciée pour son grand volume, ce qui permet de gérer de grandes colonies avec un seul corps de ruche.

## Dimensions et comparaison avec la ruche Dadant
Les dimensions des ruches ont beaucoup varié dans le temps et selon les préférences des utilisateurs.
Dans le modèle Langstroth, les ruches peuvent être rectangulaires ou carrées et il n'y a souvent pas de distinction entre le corps et la hausse (comme pour la ruche Warré). Le corps de la ruche Langstroth est alors constitué de la superposition de deux hausses. Cette méthode facilite la gestion des stocks alors que dans le modèle Dadant, il faut gérer les corps et les hausses à part.
L'absence de crémaillères dans les ruches Langstroth impose l'utilisation de cadres Hoffman pour garder la bonne distance (« bee space ») entre chaque cadre.
Les corps de ruche et les hausses des modèles Dadant et Langstroth diffèrent principalement en taille et en capacité.

### Modèle Dadant
- Corps de ruche : dix cadres, dimensions internes de 450 mm (longueur) x 380 mm (largeur) x 310 mm (hauteur) .
- Hausse : dix cadres, dimensions internes de 450 mm x 450 mm x 170 mm de hauteur.

### Modèle Langstroth avec corps distinct
- Corps de ruche : dix cadres, dimensions internes de 450 mm x 380 mm x 240 mm de hauteur.
- Hausse : dix cadres, dimensions internes de 460 mm x 370 mm x 160 mm de hauteur.

En résumé, la ruche Dadant a un corps plus grand et plus profond, tandis que la Langstroth est plus compacte avec des dimensions plus proches voire identiques pour les hausses et les corps, ce qui la rend plus modulable et manipulable.

## Historique
Avant que les dimensions de l'espace des abeilles ne soient découvertes, les abeilles étaient généralement hébergées dans des ruches en forme de paniers coniques en paille ou en ruches en forme de tronc (bûches creuses qui ressemblaient à l'habitat naturel des abeilles), ou dans des ruches en forme de boîte (une boîte en bois à parois minces sans structure interne).
En 1851, le révérend Lorenzo Langstroth (1810–1895), originaire de Philadelphie, a remarqué que lorsque ses abeilles avaient entre 6 et 9 mm d'espace disponible pour se déplacer, elles ne construisaient pas de rayon dans cet espace ni ne le cimentaient avec de la propolis. Cette mesure est appelée « espace pour abeilles » (« bee space »).
Au cours de l'été 1851, Langstroth applique ce concept pour maintenir le couvercle libre sur une ruche à barrettes supérieures, mais à l'automne de la même année, il réalise que l'espace réservé aux abeilles peut être appliqué à un cadre nouvellement conçu qui empêcherait les abeilles de fixer les rayons de miel à l'intérieur de la ruche. La fixation des rayons à la paroi de la ruche était une difficulté avec les conceptions sans cadre, telles que la ruche à rayons mobiles sans cadre de Dzierżon (1835). Le brevet américain 9300 a été délivré à Langstroth le 5 octobre 1852, et resté valide malgré de nombreuses tentatives de le contester sur la base de son utilisation présumée de l'état de la technique.
Langstroth a fait de nombreuses autres découvertes en apiculture et a grandement contribué à l'industrialisation de l'apiculture moderne. D'autres inventeurs, notamment François Huber en 1789, avaient conçu des ruches à cadres (appelées ruches à feuilles ou ruches à livres), mais la ruche de Langstroth était une ruche à cadres pratiques et mobiles, qui surmontait la tendance des abeilles à remplir les espaces vides avec des rayons et à cimenter les espaces plus petits avec de la propolis. Contrairement à la ruche à cadres mobiles et à ouverture latérale d'August von Berlepsch (mai 1852, Allemagne), la ruche de Langstroth était à ouverture par le haut, tout comme la ruche à barrettes supérieures de Bevan (1848, Royaume-Uni). Ces adaptations combinées ont conduit les apiculteurs à préférer la conception de la ruche de Langstroth à toutes les autres, et des variantes de sa ruche sont utilisées dans le monde entier.
Langstroth a ensuite publié un livre intitulé Traité pratique sur la ruche et l'abeille à miel, aujourd'hui connu sous le titre La ruche et l'abeille à miel ou, sous le titre avec lequel il a été réédité en 2004, La ruche et l'abeille à miel de Langstroth : Le manuel classique de l'apiculteur. Dans ce livre, Langstroth décrit les dimensions et l'utilisation appropriées de la ruche moderne telle que nous la connaissons aujourd'hui. Le livre de Langstroth a connu plusieurs éditions jusqu'en 1900 environ, mais dans toutes, la ruche illustrée est la même que la conception originale.

## Espace réservé aux abeilles
Une dimension de 7 (± 2 mm) est aujourd'hui la taille habituelle utilisée pour désigner l'espace réservé aux abeilles. Cette configuration a été établie pour la chambre à couvain, car pour le stockage du miel, la distance entre les rayons peut être différente.
Le Dr Jan Dzierżon, un apiculteur polonais, avait déterminé l'espacement correct des barres supérieures des ruches en 1835. La distance entre les rayons avait été décrite comme étant de 38 mm du centre d'une barre supérieure au centre de la suivante. Dans ce cas, la distance entre les rayons est de 14 mm, soit deux fois l'espace moyen réservé aux abeilles de 7 mm. Plus tard, en 1848, Dzierżon a introduit des rainures dans les parois latérales de ses ruches, pour remplacer les bandes de bois sur lesquelles les barres supérieures étaient auparavant suspendues. Les rainures mesuraient 8 × 8 mm.
En Europe, Dzierżon et son collègue apiculteur, le baron August von Berlepsch, se sont concentrés sur les ruches à ouverture latérale. Les ressources foncières pour l'apiculture étaient limitées et, traditionnellement, plusieurs ruches étaient conservées dans un seul cabanon à ruches. L'espace dit des abeilles avait été incorporé par Berlepsch dans son agencement de cadres (Bienen-Zeitung, mai 1852) après la découverte de Dzierżon selon laquelle les rainures ajoutées aux parois intérieures restaient exemptes de propolis (1848). Ainsi, la distance correcte entre les barres latérales du cadre et la paroi de la ruche était déjà connue par certains apiculteurs européens avant 1851.
Le brevet de Langstroth du 5 octobre 1852 adoptait 9,5 mm comme limite supérieure de l'espace pour les abeilles, légèrement plus grande que la valeur optimale, entre les barres latérales d'un cadre et la paroi de la ruche, et se réservait également le droit d'utiliser la distance de 13 mm entre les barres supérieures et le couvercle intérieur, ce dernier représentant un espace plus grand que la valeur optimale. Le terme « espace pour les abeilles » a été inventé plus tard que le brevet de Langstroth de 1852.
Langstroth avait eu connaissance des découvertes de Dzierżon avant de soumettre sa demande de brevet. En été 1851, il est initié à l'œuvre de Dzierżon par Samuel Wagner, qui avait visité Dzierżon dans ses ruchers en Silésie et était abonné à la Bienen-Zeitung, la revue dans laquelle Dzierżon publiait ses travaux apicoles, et qui avait traduit Theorie und Praxis, de l'original en langue allemande (bien que la traduction ne soit jamais publiée). Langstroth exprima un grand respect pour Jan Dzierżon, en disant : « Aucun mot ne peut exprimer l'intérêt absorbant avec lequel j'ai dévoré cet ouvrage. J'ai immédiatement reconnu son auteur comme le grand maître de l'apiculture moderne ».